# Lekkerbekje
Lekkerbekje is een naam voor twee verschillende visgerechten in de Nederlandse en Vlaamse keuken.

## Betekenis in Nederland

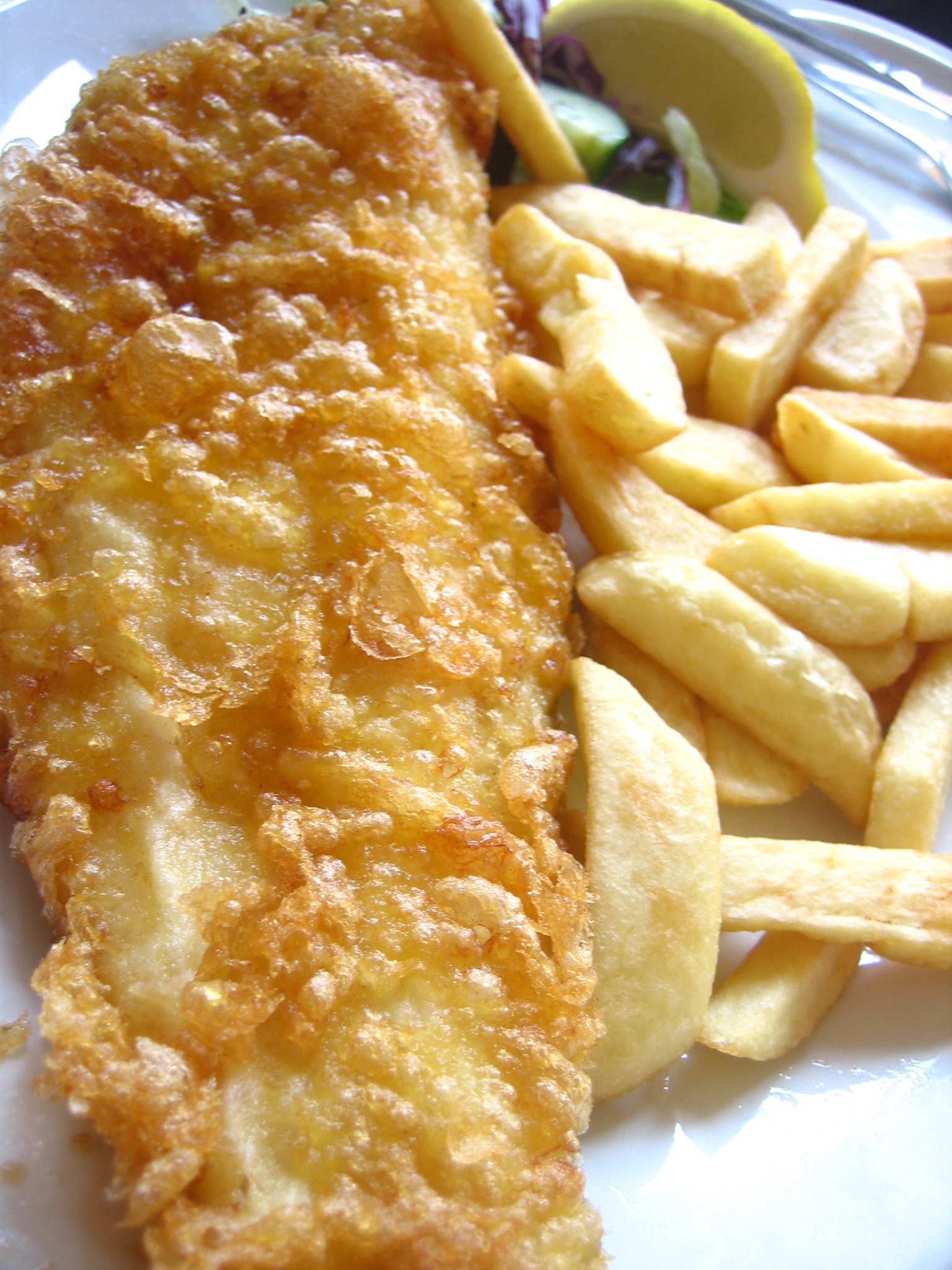
Lekkerbekje met friet

In Nederland is een lekkerbekje een gebakken visfilet. De filets worden eerst door een beslag gemaakt van water, meel en zout gehaald, waarna de filets worden gefrituurd. Lekkerbekjes worden wel gegeten met remoulade- of tartaarsaus.
Vroeger werd voor een lekkerbekje wijting en kabeljauw gebruikt. In Nederland was wijting altijd 'vis voor de poes', een goedkope vissoort. Men heeft daarom gezocht naar een lekkere wijze om dit vetarme visje een nieuw imago te geven. Zo is het lekkerbekje ontstaan. Lekkerbekje is een heel toepasselijke naam voor deze vis, die zich voedt met garnalen, een delicatesse uit de zee. Op verzoek kan er bij vele vishandels wel een lekkerbekje van kabeljauw besteld worden, vaak tegen een hogere prijs.
Tegenwoordig wordt er voor lekkerbekjes gebruikgemaakt van verschillende vissoorten zoals heek, pollak of schelvis, omdat wijting en kabeljauw schaars zijn geworden door overbevissing. Ook de heek wordt inmiddels overbevist en de jonge wijting wordt vaak als bijvangst gevangen als te kleine vis. Sinds een aantal jaren wordt daarom voor een lekkerbekje de gekweekte zoetwatervissoort Pangasius pangasius gebruikt, die door veel liefhebbers van het lekkerbekje wordt bekritiseerd vanwege de grondsmaak. De Pangasius pangasius komt veelal uit de verontreinigde Mekongdelta in Vietnam, waar de vis massaal in grote bassins wordt gekweekt. Tegenwoordig wordt vaker gekozen voor de eerder genoemde vissoorten. Steeds meer vishandelaren geven aan welke vissoort ze gebruiken voor lekkerbekjes, speciaaltjes of kibbeling.

## Betekenis in Vlaanderen
In België wordt opgerolde zure haring overgoten met saus als lekkerbekje verkocht. De zure haring, in Vlaanderen vaak foutief pekelharing genoemd, wordt opgerold samen met de zure ajuin en vervolgens overgoten met tartaarsaus of cocktailsaus.